# Exorista tenuicerca
Exorista tenuicerca là một loài ruồi trong họ Tachinidae.